# You (Gong)
You è il quinto album dei Gong pubblicato dalla Virgin Records nel novembre del 1974. Nella classifica dei 50 migliori album di rock progressivo di tutti i tempi stilata nel 2015 da Rolling Stone, You è stato inserito al 38º posto.

## L'album
È il terzo album della trilogia The Radio Gnome Invisible dopo Flying Teapot e Angel's Egg. La trilogia è interamente dedicata alla mitologia Gong, lo psichedelico mondo immaginario, creato dal frontman Daevid Allen, che sarà ripreso anche in album successivi del gruppo.
You segna un punto di svolta per i Gong; il suono psichedelico non ha più il ruolo principale che aveva avuto negli album precedenti e lascia il posto a un suono più sofisticato che risente delle influenze jazz rock e di quelle space rock di gruppi come i Pink Floyd e gli Hawkwind. Viene definito su AllMusic l'album più spaziale dei Gong, con lunghi passaggi eterei che avrebbero ispirato future generazioni di musicisti space rock. Hanno una parte centrale nella definizione del suono i fiati che spaziano nel jazz di Malherbe e il sinuoso ritmo del basso di Howlett e della batteria di Pierre Moerlen. I testi di Allen rimangono comunque legati al classico stile del gruppo, anche se i riferimenti alla mitologia Gong sono meno frequenti.
La svolta del gruppo e la grande differenza tra la creazione di You e i lavori precedenti è stata così spiegata da Allen:
(D. Allen sul sito dei Gong)
In giugno Allen scrive i testi da solo, visto che era l'ultimo album della trilogia da lui creata. Le registrazioni iniziano in luglio e la Virgin lo pubblica in Novembre. Alla fine delle registrazioni, Allen matura la decisione di lasciare il gruppo trovando che la musica è diventata troppo basata sulla tecnica. È inoltre in disaccordo con il proprietario della Virgin, che sollecita una musica più commerciale. L'abbandono dei Gong avviene nell'aprile 1975 insieme alla compagna Gilli Smyth; e senza i suoi fondatori finisce l'epoca d'oro del gruppo.

## Reinterpretazioni
Steve Hillage ha rielaborato la traccia Master Builder inserendola con il titolo The Glorious Om Riff nel suo album del 1978 Green. Lo stesso brano è stato reinterpretato dal gruppo giapponese di rock psichedelico Acid Mothers Temple, i quali ne hanno inciso due lunghe versioni che occupano ciascuna un intero album, IAO Chant From The Cosmic Inferno del 2005 e IAO Chant From The Melting Paraiso Underground Freak Out del 2012.

## Tracce
Testi di Daevid Allen, musiche dei Gong accreditati anche come: C.O.I.T. (Compagnie d'Opera Invisible de Thibet)
Lato A
1. Thought for Naught – 1:30
2. A P.H.P.'s Advice – 1:37
3. Magick Mother Invocation – 2:11
4. Master Builder – 6:09
5. A Sprinkling of Clouds – 8:42

Lato B
1. Perfect Mystery – 2:25
2. The Isle of Everywhere – 10:21
3. You Never Blow Yr Trip Forever – 11:24

## Formazione
- Daevid Allen (nelle note di copertina: Dingo Virgin) - voce, chitarra glissando
- Steve Hillage - chitarra solista
- Gilli Smyth (nelle note di copertina: Shakti Yoni) - Canto, space whispers
- Didier Malherbe (nelle note di copertina: Bloomdido Bad de Grass) - sassofono, flauto, voce
- Tim Blake (nelle note di copertina: Hi T Moonweed) - sintetizzatori Moog e EMS, Mellowdrone
- Mike Howlett - basso elettrico
- Pierre Moerlen - batteria, percussioni
- Mireille Bauer - percussioni
- Benoit Moerlen - percussioni
- Miquette Giraudy (nelle note di copertina: Bambaloni Yoni) - voce